# 파이어 엠블렘 트라키아 776
《파이어 엠블렘 트라키아 776》는 인텔리전트 시스템즈가 개발하고 닌텐도가 배급한 전략 롤플레잉 게임이다. 《파이어 엠블렘》 시리즈 다섯번째 작품으로, 슈퍼 패미컴으로 제작된 마지막 게임이다. 1999년 닌텐도 파워 플래시 카트리지로 처음 출시됐으며, 이후 롬 카트리지판이 2000년에 발매됐다.
이야기상 전작 《파이어 엠블렘 성전의 계보》의 시간대 중간에서 위치한 일종의 외전이다. 시리즈 디자이너 카가 쇼조가 작가로서 참가했으며, 그가 《파이어 엠블렘》 시리즈에 관여한 최후의 게임이다.

## 참조
1. ↑  일본어: ファイアーエムブレム トラキア776